# 范天錫 (弘治舉人)
范天錫（14世紀—15世紀），字君祿，北直隸真定府冀州人，明朝政治人物。

## 生平
范天錫在弘治八年（1495年）以儒士中舉人，正德年間授處州同知，熟悉律法、公正廉明，獲上級嘉奬，當中有「處心可對鬼神，行事超越流俗」的句子，人稱「范青天」，陞南京員外郎，不久逝世。

## 引用
1. 1 2  乾隆《冀州志·卷十五·人物上》：范天錫 字君祿，少聰悟勤敏，弘治中以儒士領鄕薦，正德初授浙江處州府同知，蒞官公廉，吏民懷服，士庶咸稱為「范青天」，後陞員外郎，尋病卒。
2. ↑  乾隆《冀州志·卷十二·選舉上》：舉人……冀州……弘治乙卯 范天錫 詳宦績
3. ↑  光緒《處州府志·卷之十三·職官志》：范天錫 冀州人，同知本郡，明習法令，吏民敬畏，上臺嘉奬，有「處心可對鬼神，行事超越流俗」之語，後陞南部副郎，去思不泯。